# Clemens Major
Clemens Major (* 9. Januar 1847 in Annaberg; † 28. April 1930 in Sonneberg) war ein deutscher Lehrer und Kartograph.

## Leben
Er war der Sohn des Seidenwebers Johann Christian Traugott Major und seiner Ehefrau Caroline Wilhelmine geborene Eckhardt, die 1827 aus Frankenberg/Sa. nach Annaberg gezogen waren. 1852 zog er mit seiner Mutter nach Lichtenstein. Bereits im 14. Lebensjahr zeichnete er seine erste Landkarte. Er machte sein Hobby zum Beruf und wurde Lehrer für Zeichnen. 1872 trat er als solcher in den Dienst der Gewerbeschule in Sonneberg, wo er gleichzeitig auch als Lehrer für Modellieren zuständig war.
Bekanntheit erlangte er vor allem durch seine Karten von Thüringen, insbesondere vom Rennsteig oder die Schulwandkarte des Kreises Hildburghausen.